# DOGTV
DOGTV ist ein US-amerikanischer Bezahlfernsehsender, der als DOGTV Germany mit einem Programm für den deutschen Sprachraum seit dem 17. November 2014 verfügbar ist. Zunächst war der Sender exklusiv bei Telekom Entertain zu sehen. 2017 hat Telekom die Einspeisung gekündigt und Ende Juli 2017 eingestellt. Seitdem ist das Programm nur noch kostenpflichtig als Web-Version verfügbar. In den USA und Asien ist der Sender bereits seit einigen Jahren vertreten.